# La fuga di Drizzt
(Drizzt Do'Urden)
La fuga di Drizzt è un romanzo fantasy dello scrittore statunitense R. A. Salvatore. Pubblicato in lingua originale nel 1990, racconta le vicende di Drizzt Do'Urden, nobile elfo scuro (Drow) in fuga dalla sua città natale: Menzoberranzan.
Il libro è il secondo capitolo della trilogia degli elfi scuri, dal nome della razza protagonista delle vicende narrate.

## Trama
Sono passati ormai dieci anni da quando Drizzt Do'Urden ha deciso di abbandonare al suo destino la società sotterranea di Menzoberranzan (sede di ventimila elfi scuri). Lontano dalla crudeltà e dalla meschinità dei suoi abitanti Drizzt vive nel Buio Profondo in una solitudine, in parte attenuata dalla saltuaria vicinanza della pantera Guenhwyvar: richiamata magicamente dal Piano Astrale in cui vive. Tuttavia, a distanza di anni, ancora Malice madre di Drizzt e Matrona Madre di casa Do'Urden cerca di riacquistare il favore della dea ragno Lloth perso a causa della pietà che Drizzt stesso ha dimostrato risparmiando la vita ad una bambina elfo della superficie. Malice a seguito del lungo conflitto che ha visto la sanguinosa contrapposizione della sua casa e di casa Hun'ett decide, per rientrare nelle grazie della Dea, di far cercare e uccidere suo figlio Drizzt. Drizzt intanto, superando lo stato di misantropia nel quale stava inesorabilmente cadendo, riesce ad entrare e viene accettato da una comunità di gnomi. La sua condizione di pace tuttavia è destinata ad essere infranta, Malice con l'aiuto della dea Lloth muove i fili del defunto Zaknafein (maestro di armi nonché padre di Drizzt stesso) che riesumato dalla tomba e fornito di incantesimi di ricerca, tenta privo di coscienza, di uccidere suo figlio.
Un romanzo che come il precedente si svolge tra il Buio Profondo (territorio selvaggio esterno alle città sotterranee, ma pur sempre sotterraneo) e Città sotterranee.

## Edizioni
- R. A. Salvatore, La fuga di Drizzt, Eco, 1998,  p. 318, ISBN 978-88-8113-050-4.
- R. A. Salvatore, La fuga di Drizzt, traduzione di Nicoletta Spagnol, Armenia Edizioni, 2000,  p. 286, ISBN 978-88-344-1197-1.
- R. A. Salvatore, La fuga di Drizzt, traduzione di Delle Rupi F., Twenty Five Edition, 2008,  p. 160, ISBN 978-88-344-1196-4.